# Campionato italiano di Formula 3 2012
Il Campionato italiano di Formula 3 2012 è stato la quarantottesima stagione della Formula 3 italiana. Iniziato il 31 marzo, è terminato il 21 ottobre 2012 dopo 24 appuntamenti in 8 weekend di gara. Da questa stagione il campionato prevede due serie, una europea e una italiana. Entrambe le serie vengono vinte dal pilota italiano Riccardo Agostini, che si aggiudica anche la classifica riservata agli esordienti. La Prema Powerteam vince i due titoli riservati alle scuderie.

## La pre-stagione

### Calendario
Il calendario è stato presentato nel dicembre 2011 e conta di 8 tripli appuntamenti.
| Gara | Gara | Circuito                                                | Giri | Lunghezza                  | Data         | Ora   |
| ---- | ---- | ------------------------------------------------------- | ---- | -------------------------- | ------------ | ----- |
| 1    | G1   | Circuito Ricardo Tormo, Valencia                        | 16   | 16 x 4,005 km = 64,080 km  | 31 marzo     | 11:20 |
| 1    | G2   | Circuito Ricardo Tormo, Valencia                        | 21   | 21 x 4,005 km = 84,105 km  | 31 marzo     | 16:15 |
| 1    | G3   | Circuito Ricardo Tormo, Valencia                        | 11   | 11 x 4,005 km = 44,055 km  | 1º aprile    | 11:20 |
| 2    | G1   | Hungaroring, Mogyoród                                   | 15   | 15 x 4,381 km = 65,715 km  | 5 maggio     | 13:15 |
| 2    | G2   | Hungaroring, Mogyoród                                   | 19   | 19 x 4,481 km = 83,239 km  | 5 maggio     | 18:00 |
| 2    | G3   | Hungaroring, Mogyoród                                   | 11   | 11 x 4,381 km = 48,191 km  | 6 maggio     | 10:15 |
| 3    | G1   | Circuito del Mugello                                    | 13   | 13 x 5,245 km = 68,185 km  | 9 giugno     | 15:10 |
| 3    | G2   | Circuito del Mugello                                    | 19   | 19 x 5,245 km = 99,655 km  | 10 giugno    | 10:10 |
| 3    | G3   | Circuito del Mugello                                    | 10   | 10 x 5,245 km = 52,450 km  | 10 giugno    | 18:50 |
| 4    | G1   | Misano World Circuit Marco Simoncelli, Misano Adriatico | 16   | 16 x 4,226 km = 67,616 km  | 7 luglio     | 15:00 |
| 4    | G2   | Misano World Circuit Marco Simoncelli, Misano Adriatico | 21   | 21 x 4,226 km = 88,746 km  | 8 luglio     | 10:00 |
| 4    | G3   | Misano World Circuit Marco Simoncelli, Misano Adriatico | 11   | 11 x 4,226 km = 46,486 km  | 8 luglio     | 18:50 |
| 5    | G1   | Red Bull Ring, Spielberg bei Knittelfeld                | 16   | 16 x 4,326 km = 69,216 km  | 4 agosto     | 14:40 |
| 5    | G2   | Red Bull Ring, Spielberg bei Knittelfeld                | 12   | 12 x 4,326 km = 51,912 km  | 5 agosto     | 10:20 |
| 5    | G3   | Red Bull Ring, Spielberg bei Knittelfeld                | 20   | 20 x 4,326 km = 86,520 km  | 5 agosto     | 16:35 |
| 6    | G1   | Autodromo Enzo e Dino Ferrari, Imola                    | 14   | 14 x 4,909 km = 68,726 km  | 1º settembre | 14:55 |
| 6    | G2   | Autodromo Enzo e Dino Ferrari, Imola                    | 19   | 19 x 4,909 km = 93,271 km  | 2 settembre  | 10:00 |
| 6    | G3   | Autodromo Enzo e Dino Ferrari, Imola                    | 10   | 10 x 4,909 km = 49,090 km  | 2 settembre  | 18:00 |
| 7    | G1   | Autodromo Pietro Taruffi, Vallelunga                    | 16   | 16 x 4,085 km = 65,360 km  | 15 settembre | 15:10 |
| 7    | G2   | Autodromo Pietro Taruffi, Vallelunga                    | 20   | 20 x 4,085 km = 81,700 km  | 16 settembre | 10:10 |
| 7    | G3   | Autodromo Pietro Taruffi, Vallelunga                    | 10   | 10 x 4,085 km = 40,850 km  | 16 settembre | 16:00 |
| 8    | G1   | Autodromo Nazionale, Monza                              | 14   | 14 x 5,793 km = 81,102 km  | 20 ottobre   | 14:15 |
| 8    | G2   | Autodromo Nazionale, Monza                              | 18   | 18 x 5,793 km = 104,274 km | 21 ottobre   | 09:00 |
| 8    | G3   | Autodromo Nazionale, Monza                              | 10   | 10 x 5,793 km = 57,930 km  | 21 ottobre   | 16:10 |

- Con sfondo celeste le gare valide solo per la serie europea.

## Piloti e team
| Team                      | Telaio       | N° | Pilota              | Status | Weekend di Gare |
| ------------------------- | ------------ | -- | ------------------- | ------ | --------------- |
| BVM                       | Dallara F308 | 1  | Nicholas Latifi     | E      | 1–2             |
| BVM                       | Dallara F308 | 2  | Mario Marasca       | E      | Tutti           |
| BVM                       | Dallara F308 | 3  | Patric Niederhauser | E      | 1–2, 5          |
| BVM                       | Dallara F308 | 3  | Maxime Jousse       |        | 3–4             |
| BVM                       | Dallara F308 | 3  | Michael Heche       |        | 7               |
| Prema Powerteam           | Dallara F308 | 4  | Eddie Cheever Jr.   |        | Tutti           |
| Prema Powerteam           | Dallara F308 | 5  | Brandon Maïsano     |        | Tutti           |
| Prema Powerteam           | Dallara F308 | 6  | Henrique Martins    | E      | Tutti           |
| Euronova Racing by Fortec | Dallara F308 | 10 | Yoshitaka Kuroda    |        | Tutti           |
| Euronova Racing by Fortec | Dallara F308 | 12 | Sergey Sirotkin     | E      | Tutti           |
| Ghinzani Arco Motorsport  | Dallara F308 | 13 | Robert Vișoiu       | E      | 1–3, 5, 7-8     |
| Ghinzani Arco Motorsport  | Dallara F308 | 13 | Jakub Dalewski      | E      | 6               |
| Ghinzani Arco Motorsport  | Dallara F308 | 14 | Gerrard Barrabeig   | E      | 1–3             |
| Ghinzani Arco Motorsport  | Dallara F308 | 14 | Kevin Giovesi       |        | 4-8             |
| JD Motorsport             | Mygale M10   | 18 | Nicholas Latifi     | E      | 3–8             |
| JD Motorsport             | Mygale M10   | 25 | Riccardo Agostini   | E      | Tutti           |
| Scuderia Victoria         | Mygale M10   | 33 | Roman De Beer       | E      | 3–4, 6-7        |

| Icona | Status     |
| ----- | ---------- |
| E     | Esordiente |

- Tutti utilizzano motori FPT e pneumatici Kumho.

## Circuiti e gare
Le novità vengono rappresentate dal Circuito Ricardo Tormo di Valencia, dall'Hungaroring, dal Red Bull Ring, mentre escono il Circuito di Spa-Francorchamps, l'Autodromo di Franciacorta e l'Adria International Raceway.

## Modifiche al regolamento

### Regolamento sportivo
Il campionato prevede due serie: una Italian Formula 3 European Series, per il quale saranno validi tutti i risultati conseguiti e il tradizionale campionato italiano, coi risultati solo di alcune gare.
Ogni weekend di gare sarà articolato su tre prove, la prima di durata di 22 minuti più un giro con griglia sulla base del primo turno di qualifica, la seconda da 30 minuti più un giro con griglia sulla base del secondo turno e la terza di 15 minuti più un giro, con griglia sulla base di classifica di gara 1 invertita nelle prime sei posizioni.

## Copertura televisiva
Tutte le gare vengono trasmesse in diretta su Rai Sport. Dalla gara del Mugello è disponibile anche la visione in streaming sul sito dell'organizzazione.

## Risultati e classifiche

### Risultati
| Gara | Gara | Circuito         | Tempo     | Velocità     | Pole Position      | Gpv                 | Vincitore           | Vettura | Team                      |
| ---- | ---- | ---------------- | --------- | ------------ | ------------------ | ------------------- | ------------------- | ------- | ------------------------- |
| 1    | G1   | Valencia         | 24'18"796 | 158,13 km/h  | Eddie Cheever Jr.  | Eddie Cheever Jr.   | Eddie Cheever Jr.   | Dallara | Prema Powerteam           |
| 1    | G2   | Valencia         | 32'05"960 | 157,20 km/h  | Eddie Cheever, Jr. | Henrique Martins    | Henrique Martins    | Dallara | Prema Powerteam           |
| 1    | G3   | Valencia         | 16'54"718 | 156,29 km/h  |                    | Patric Niederhauser | Patric Niederhauser | Dallara | BVM                       |
| 2    | G1   | Budapest         | 25'15"094 | 156,05 km/h  | Eddie Cheever Jr.  | Henrique Martins    | Eddie Cheever Jr.   | Dallara | Prema Powerteam           |
| 2    | G2   | Budapest         | 31'47"341 | 157,03 km/h  | Riccardo Agostini  | Riccardo Agostini   | Riccardo Agostini   | Mygale  | JD Motorsport             |
| 2    | G3   | Budapest         | 18'16"076 | 158,14 km/h  |                    | Sergey Sirotkin     | Sergey Sirotkin     | Dallara | Euronova Racing by Fortec |
| 3    | G1   | Mugello          | 22'12"805 | 184,712 km/h | Eddie Cheever, Jr. | Brandon Maïsano     | Eddie Cheever, Jr   | Dallara | Prema Powerteam           |
| 3    | G2   | Mugello          | 32'38"537 | 183,178 km/h | Eddie Cheever, Jr. | Brandon Maïsano     | Brandon Maïsano     | Dallara | Prema Powerteam           |
| 3    | G3   | Mugello          | 17'03"657 | 184,657 km/h |                    | Mario Marasca       | Robert Vișoiu       | Dallara | Ghinzani Arco Motorsport  |
| 4    | G1   | Misano Adriatico | 24'44"940 | 165,706 km/h | Brandon Maïsano    | Eddie Cheever Jr.   | Brandon Maïsano     | Dallara | Prema Powerteam           |
| 4    | G2   | Misano Adriatico | 32'21"153 | 166,289 km/h | Brandon Maïsano    | Eddie Cheever, Jr.  | Brandon Maïsano     | Dallara | Prema Powerteam           |
| 4    | G3   | Misano Adriatico | 17'05"426 | 164,671 km/h |                    | Eddie Cheever Jr.   | Riccardo Agostini   | Mygale  | JD Motorsport             |
| 5    | G1   | Red Bull Ring    | 23'37"366 | 175,80 km/h  | Riccardo Agostini  | Riccardo Agostini   | Riccardo Agostini   | Mygale  | JD Motorsport             |
| 5    | G2   | Red Bull Ring    | 17'45"144 | 174,45 km/h  |                    | Henrique Martins    | Henrique Martins    | Dallara | Prema Powerteam           |
| 5    | G3   | Red Bull Ring    | 29'35"711 | 175,40 km/h  | Riccardo Agostini  | Riccardo Agostini   | Riccardo Agostini   | Mygale  | JD Motorsport             |
| 6    | G1   | Imola            | 23'51"792 | 172,800 km/h | Eddie Cheever Jr.  | Brandon Maïsano     | Henrique Martins    | Dallara | Prema Powerteam           |
| 6    | G2   | Imola            | 31'45"216 | 176,240 km/h | Riccardo Agostini  | Riccardo Agostini   | Kevin Giovesi       | Dallara | Ghinzani Arco Motorsport  |
| 6    | G3   | Imola            | 16'56"411 | 173,865 km/h |                    | Riccardo Agostini   | Kevin Giovesi       | Dallara | Ghinzani Arco Motorsport  |
| 7    | G1   | Vallelunga       | 24'46"162 | 158,324 km/h | Riccardo Agostini  | Riccardo Agostini   | Riccardo Agostini   | Mygale  | JD Motorsport             |
| 7    | G2   | Vallelunga       | 30'43"766 | 159,521 km/h | Riccardo Agostini  | Eddie Cheever Jr.   | Kevin Giovesi       | Dallara | Ghinzani Arco Motorsport  |
| 7    | G3   | Vallelunga       | 17'48"879 | 137,503 km/h |                    | Riccardo Agostini   | Nicholas Latifi     | Mygale  | JD Motorsport             |
| 8    | G1   | Monza            | 25'01"592 | 194,438 km/h | Eddie Cheever Jr.  | Riccardo Agostini   | Eddie Cheever Jr.   | Dallara | Prema Powerteam           |
| 8    | G2   | Monza            | 32'10"592 | 193,409 km/h | Eddie Cheever Jr.  | Riccardo Agostini   | Sergey Sirotkin     | Dallara | Euronova Racing by Fortec |
| 8    | G3   | Monza            | 17'59"688 | 193,155 km/h |                    | Riccardo Agostini   | Riccardo Agostini   | Mygale  | JD Motorsport             |

- Con sfondo celeste le gare valide solo per la serie europea.

### Classifica piloti Serie europea
- I punti sono assegnati secondo lo schema seguente:

| Sistema di punteggio | Sistema di punteggio | Sistema di punteggio | Sistema di punteggio | Sistema di punteggio | Sistema di punteggio | Sistema di punteggio | Sistema di punteggio | Sistema di punteggio | Sistema di punteggio | Sistema di punteggio | Sistema di punteggio | Sistema di punteggio |
|                      | 1°                   | 2°                   | 3°                   | 4°                   | 5°                   | 6°                   | 7°                   | 8°                   | 9°                   | 10°                  | PP                   | GPV                  |
| -------------------- | -------------------- | -------------------- | -------------------- | -------------------- | -------------------- | -------------------- | -------------------- | -------------------- | -------------------- | -------------------- | -------------------- | -------------------- |
| Gara lunga           | 20                   | 15                   | 12                   | 10                   | 8                    | 5                    | 4                    | 3                    | 2                    | 1                    | 1                    | 1                    |
| Gara Sprint          | 13                   | 11                   | 9                    | 7                    | 6                    | 5                    | 4                    | 3                    | 2                    | 1                    |                      | 1                    |

| Pos                               | Pilota                   | VLC | VLC | VLC | HUN | HUN | HUN | MUG | MUG | MUG | MIS | MIS | MIS | RBR | RBR | RBR | IMO | IMO | IMO | VLL | VLL | VLL | MNZ | MNZ | MNZ | Punti     |
| --------------------------------- | ------------------------ | --- | --- | --- | --- | --- | --- | --- | --- | --- | --- | --- | --- | --- | --- | --- | --- | --- | --- | --- | --- | --- | --- | --- | --- | --------- |
| 1                                 | Riccardo Agostini        | 7   | 4   | 8   | 2   | 1   | 8   | 3   | 3   | 3   | 3   | 3   | 1   | 1   | 4   | 1   | SQ  | 2   | 4   | 1   | 3   | 2   | 2   | 4   | 1   | 281 (288) |
| 2                                 | Edward Cheever           | 1   | 3   | 6   | 1   | 4   | 10  | 1   | 2   | 6   | 2   | 2   | 2   | 2   | Rit | 3   | Rit | 4   | 5   | 3   | 5   | 7   | 1   | SQ  | SQ  | 248 (249) |
| 3                                 | Brandon Maïsano          | 3   | 2   | 4   | Rit | 3   | 5   | 2   | 1   | 10  | 1   | 1   | 3   | 3   | 2   | 2   | 8   | 3   | 10  | 2   | 2   | Rit | 7   | SQ  | SQ  | 229       |
| 4                                 | Henrique Martins Fulfaro | 2   | 1   | 5   | 9   | 2   | 7   | 7   | 11  | 5   | 11  | 7   | 6   | 4   | 1   | 5   | 1   | 5   | 9   | 5   | 4   | Rit | 4   | 6   | SQ  | 180 (181) |
| 5                                 | Sergey Sirotkin          | 4   | 6   | 2   | 6   | 6   | 1   | 4   | 8   | 2   | 4   | 5   | 10  | 8   | 5   | 6   | 3   | 7   | 3   | Rit | 7   | 8   | 5   | 1   | SQ  | 166 (168) |
| 6                                 | Kevin Giovesi            |     |     |     |     |     |     |     |     |     | 6   | 4   | 11  | 5   | 3   | 4   | 2   | 1   | 1   | 4   | 1   | Rit | NP  | 7   | SQ  | 121       |
| 7                                 | Nicholas Latifi          | 9   | 10  | Rit | 7   | 9   | 4   | 8   | 12  | Rit | 10  | 8   | 5   | 7   | 7   | 7   | 4   | 6   | 2   | 6   | Rit | 1   | 8   | 3   | 2   | 117       |
| 8                                 | Mario Marasca            | 8   | 8   | 10  | 4   | 8   | 6   | 5   | 4   | 11  | 8   | 11  | 7   | Rit | 9   | 10  | Rit | 8   | 7   | 8   | 6   | 3   | 3   | 2   | SQ  | 109       |
| 9                                 | Robert Vișoiu            | 11  | 7   | 7   | 3   | 5   | 3   | 6   | 6   | 1   |     |     |     | Rit | 7   | Rit |     |     |     | 7   | 8   | 6   | Rit | Rit | SQ  | 76        |
| 10                                | Yoshitaka Kuroda         | 10  | 9   | 9   | 8   | 10  | 11  | 11  | 10  | 9   | 9   | 10  | 9   | 9   | 10  | 8   | 7   | 9   | 8   | Rit | 9   | 5   | 6   | 5   | SQ  | 62        |
| 11                                | Patric Niederhauser      | 6   | 11  | 1   | 5   | Rit | 2   |     |     |     |     |     |     | 6   | 8   | 9   |     |     |     |     |     |     |     |     |     | 48        |
| 12                                | Gerrard Barrabeig        | 5   | 5   | 3   | Rit | 7   | 9   | Rit | 6   | 7   |     |     |     |     |     |     |     |     |     |     |     |     |     |     |     | 40        |
| 13                                | Maxime Jousse            |     |     |     |     |     |     | 9   | 5   | 4   | 5   | 6   | 4   |     |     |     |     |     |     |     |     |     |     |     |     | 37        |
| 14                                | Michael Heche            |     |     |     |     |     |     |     |     |     |     |     |     |     |     |     |     |     |     | 9   | Rit | 4   |     |     |     | 9         |
| 15                                | Jakub Dalewski           |     |     |     |     |     |     |     |     |     |     |     |     |     |     |     | 6   | Rit | Rit |     |     |     |     |     |     | 8         |
| Piloti non eleggibili per i punti |                          |     |     |     |     |     |     |     |     |     |     |     |     |     |     |     |     |     |     |     |     |     |     |     |     |           |
|                                   | Roman Shane De Beer      |     |     |     |     |     |     | 10  | 9   | 8   | 7   | 9   | 8   |     |     |     | 5   | Rit | 6   | WD  | WD  | WD  |     |     |     | 0         |
| Pos                               | Pilota                   | VLC | VLC | VLC | HUN | HUN | HUN | MUG | MUG | MUG | MIS | MIS | MIS | RBR | RBR | RBR | IMO | IMO | IMO | VLL | VLL | VLL | MNZ | MNZ | MNZ | Punti     |

| Colore  | Risultato             |
| ------- | --------------------- |
| Oro     | Vincitore             |
| Argento | 2º posto              |
| Bronzo  | 3º posto              |
| Verde   | Finito a punti        |
| Blu     | Finito senza punti    |
| Viola   | Ritirato (Rit)        |
| Viola   | Non classificato (NC) |
| Rosso   | Non qualificato (NQ)  |
| Nero    | Squalificato (SQ)     |
| Bianco  | Non partito (NP)      |
| Bianco  | Non ha gareggiato     |
| Bianco  | Infortunato (INF)     |
| Bianco  | Escluso (ES)          |
| Bianco  | Gara cancellata (C)   |

### Classifica esordienti
| Pos | Pilota                   | VLC | VLC | VLC | HUN | HUN | HUN | MUG | MUG | MUG | MIS | MIS | MIS | RBR | RBR | RBR | IMO | IMO | IMO | VLL | VLL | VLL | MNZ | MNZ | MNZ | Punti     |
| --- | ------------------------ | --- | --- | --- | --- | --- | --- | --- | --- | --- | --- | --- | --- | --- | --- | --- | --- | --- | --- | --- | --- | --- | --- | --- | --- | --------- |
| 1   | Riccardo Agostini        | 7   | 4   | 8   | 2   | 1   | 8   | 3   | 3   | 3   | 3   | 3   | 1   | 1   | 4   | 1   | SQ  | 2   | 4   | 1   | 3   | 2   | 2   | 4   | 1   | 348 (357) |
| 2   | Henrique Martins Fulfaro | 2   | 1   | 5   | 9   | 2   | 7   | 7   | 11  | 5   | 11  | 7   | 6   | 4   | 1   | 5   | 1   | 5   | 9   | 5   | 4   | Rit | 4   | 6   | SQ  | 263 (273) |
| 3   | Sergey Sirotkin          | 4   | 6   | 2   | 6   | 6   | 1   | 4   | 8   | 2   | 4   | 5   | 10  | 8   | 5   | 6   | 3   | 7   | 3   | Rit | 7   | 8   | 5   | 1   | SQ  | 240 (246) |
| 4   | Mario Marasca            | 8   | 8   | 10  | 4   | 8   | 6   | 5   | 4   | 11  | 8   | 11  | 7   | Rit | 9   | 10  | Rit | 8   | 7   | 8   | 6   | 3   | 3   | 2   | SQ  | 177       |
| 5   | Nicholas Latifi          | 9   | 10  | Rit | 7   | 9   | 4   | 8   | 12  | Rit | 10  | 8   | 5   | 7   | 7   | 7   | 4   | 6   | 2   | 6   | Rit | 1   | 8   | 3   | 2   | 170       |
| 6   | Robert Vișoiu            | 11  | 7   | 7   | 3   | 5   | 3   | 6   | 7   | 1   |     |     |     | Rit | 6   | Rit |     |     |     | 7   | 8   | 6   | Ret | Ret | SQ  | 116       |
| 7   | Patric Niederhauser      | 6   | 11  | 1   | 5   | Rit | 2   |     |     |     |     |     |     | 6   | 8   | 9   |     |     |     |     |     |     |     |     |     | 71        |
| 8   | Gerrard Barrabeig        | 5   | 5   | 3   | Rit | 7   | 9   | Rit | 6   | 7   |     |     |     |     |     |     |     |     |     |     |     |     |     |     |     | 62        |
| Pos | Pilota                   | VLC | VLC | VLC | HUN | HUN | HUN | MUG | MUG | MUG | MIS | MIS | MIS | RBR | RBR | RBR | IMO | IMO | IMO | VLL | VLL | VLL | MNZ | MNZ | MNZ | Punti     |